# Jüdischer Friedhof (Veselice)
Koordinaten: 50° 24′ 5,1″ N, 15° 7′ 35,7″ O

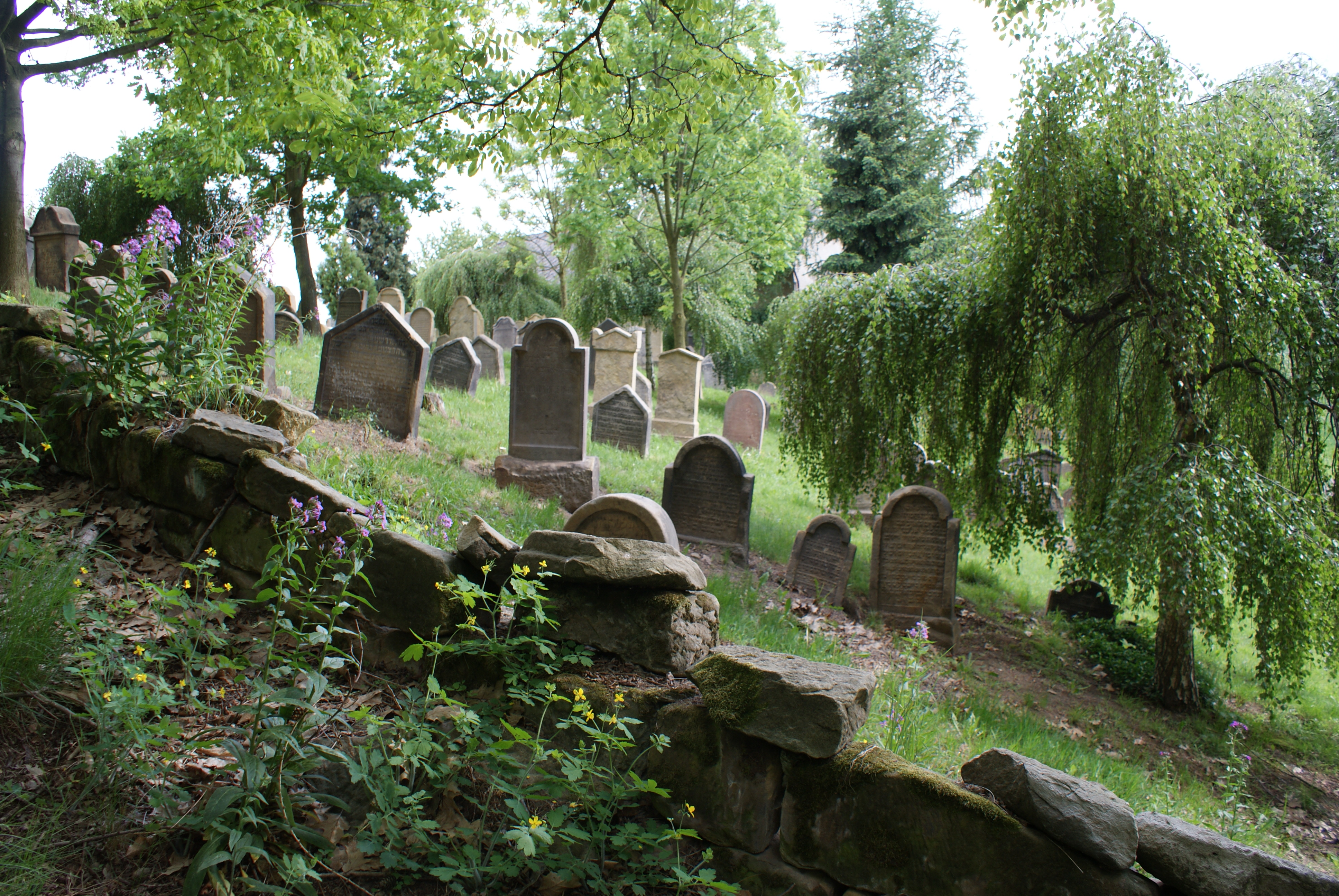
Jüdischer Friedhof in Veselice

Der Jüdische Friedhof in Veselice, einer tschechischen Gemeinde im Okres Mladá Boleslav in der Mittelböhmischen Region, wurde um 1830 angelegt. Der jüdische Friedhof nördlich des Ortes ist seit 1996 ein geschütztes Kulturdenkmal.
Auf dem 2910 Quadratmeter großen Friedhof sind heute noch circa 100 Grabsteine erhalten.